# Molophilus plumbeiceps
Molophilus plumbeiceps är en tvåvingeart som beskrevs av Alexander 1927. Molophilus plumbeiceps ingår i släktet Molophilus och familjen småharkrankar. Inga underarter finns listade i Catalogue of Life.